# Hungaricana
A Hungaricana egy 2014 szeptemberében Magyarországon létrehozott közgyűjteményi portál, melynek célja a könyvtári, levéltári, múzeumi állományban található művek, periodikák, képek, tervrajzok, dokumentumok stb. digitalizált változatainak internetes szolgáltatása, valamint a Nemzeti Kulturális Alap által támogatott alkotások digitális hozzáférhetőségének biztosítása.
Megrendelője és üzemeltetője az Országgyűlési Könyvtár, a levéltári területen folyó munkákat a Budapest Főváros Levéltára irányítja, működtetője az Arcanum Adatbázis Kft.